# 肥後マコト
肥後 マコト（ひご マコト、1971年6月1日 - ）は、日本の男性声優、ナレーター。島根県浜田市出身。ケッケコーポレーション所属。旧名：肥後 誠。

## 経歴
代々木アニメーション学院声優科卒業。2007年までは賢プロダクションに所属、2008年4月よりケッケコーポレーション所属。
資格は柔道初段。趣味は鹿島アントラーズの応援、プロレス観戦（特にWWE）。

## 出演
太字はメインキャラクター。

### テレビアニメ
1990年
- RPG伝説ヘポイ（1990年 - 1991年、兵士A、コスモキャッスル、ジャイアントミイラ、デンライオー、キャッスルB 他）

1995年
- 愛天使伝説ウェディングピーチ（雪ダル魔）

1996年
- バケツでごはん（加藤さん、ペシミ）

1997年
- MAZE☆爆熱時空
- 勇者王ガオガイガー（運転手）

1998年
- 星方武侠アウトロースター（マスター）

1999年
- 地球防衛企業ダイ・ガード（田口友朗）

2000年
- はじめの一歩（店員、計量の係員、男子生徒 他）

2001年
- 学園戦記ムリョウ（矢沢友道、守口壌、柔道部長、堀口正夫、山下望 他）
- 地球少女アルジュナ（パーソナリティ）

2002年
- 藍より青し（佐藤副部長、西本）
- 十二国記（利角、毛旋）
- ポケットモンスター（シャン）
- ポケットモンスター サイドストーリー（シャン）

2003年
- アストロボーイ・鉄腕アトム（ニャン子の父、ジャン、配達ロボ、マスコミ、スタッフ 他）
- DEAR BOYS（店長）
- ポケットモンスター アドバンスジェネレーション（ロミオ）
- LAST EXILE（管制官、技官、ギルド技官、ギルド技官補、ギルド司令官 他）

2004年
- 頭文字D Fourth Stage（メガネの男）
- かいけつゾロリ（男、アントン）

2005年
- IGPX（少年C）
- いちご100%（バーガー店店長）
- まじめにふまじめ かいけつゾロリ（2005年 - 2006年、ダポン、大まねきねこ、男、スノウの夫、村人）

2006年
- アニマル横町（父）
- こてんこてんこ（床屋A、機関士A）
- TOKYO TRIBE2（ハシーム）

2010年
- おおきく振りかぶって 〜夏の大会編〜（和田誠）
- 閃光のナイトレイド（監督）

2011年
- クロスファイト ビーダマン（2011年 - 2012年、雑賀アキラ）

2014年
- Re:␣ ハマトラ（オノー）

2016年
- とんかつDJアゲ太郎（おじさん）

### 劇場アニメ
- KAZU&YASU ヒーロー誕生（1995年）
- メトロポリス（2001年）
- 千年女優（2002年）[8]
- 劇場版ポケットモンスター アドバンスジェネレーション 裂空の訪問者 デオキシス（2004年、ショウタ）

### OVA
- スケバン刑事（1991年）
- テンテンのおともだち（1994年、ゴマシオ）
- Lesson XX（1995年）
- GOLDEN BOY さすらいのお勉強野郎（1995年、ポルシェの男）
- サンクチュアリ（1995年）
- 鉄腕バーディー（1996年、羽沢）
- ぶっとび!!CPU（1997年、坂口太）
- ナースウィッチ小麦ちゃんマジカルて（2002年、イベンター）
- グーフィー・ムービー ホリデーは最高!!（2004年）
- 頭文字D BATTLE STAGE 2（2007年、オタク）

### ゲーム
1991年
- 太平記

1996年
- ヒロインドリーム

1997年
- QUOVADIS 2〜惑星強襲オヴァン・レイ〜
- サイレントチェイサー狩神（細山虎一郎、福嶋、国際組織員A、組織員B、現場監督）
- ぱにっくちゃん
- ムーンライトシンドローム

1998年
- 金田一少年の事件簿 星見島 悲しみの復讐鬼（矢追つとむ）

2002年
- 頭文字D ARCADE STAGE（S15シルビアのメガネ）
- ギガンティック ドライブ（山野〈自衛隊員〉）

2003年
- メキスウ 1 & 2 Pack

2010年
- テイルズランド（大吾キャラクター）

2011年
- オリンポス

### ドラマCD
- きまぐれオレンジロード
- 鉄腕バーディー
- 拝み屋横丁顛末記
- ぼくのマリー
- それゆけ!宇宙戦艦ヤマモトヨーコ
- 頭文字D
- 反町くんには彼女がいない
- 藍より青し
- モスラ'61（第二玄洋丸船員）
- 御茶漬海苔劇場
- 電脳戦機バーチャロン
- 地球防衛企業ダイ・ガード
- 仏ゾーン

### 吹き替え

#### 映画
- マーサの幸せレシピ
- 幽幻道士
- ワンス・アポン・ア・タイム・イン・チャイナ

#### ドラマ
- iCarly
- カリフォルニア・ドリーム
- キツネちゃん、何しているの?
- 犯罪捜査官ネイビーファイル
- ハイスクール・ウルフ

#### テレビ番組
- 逆転の時代
- ケータイ革命
- サバイバー
- 中世ベニスの宝舟
- ワールド オブ ディスカバリー

#### アニメ
- アイス・エイジ3/ティラノのおとしもの

### ナレーション
- 角田信朗チャンネル
- 関東学院6年目の奇跡
- JAL-TV
- 日経ストックリーグ
- マイクロダイエット
- 松方弘樹の夢釣行
- レスキュートミカ
- ロデオボーイ
- モーニング娘。第6期公開体力測定
- 声がよくなる簡単トレーニング
- 紳士服のコナカ
- 光通信グループ
- 炎のらびりんす特報
- 横浜高校甲子園特番
- サッカーレボリューション
- Vリーグ特番
- よさこいソーラン祭り

### CM

#### テレビ
- オロナミンC
- 森永チョコモナカジャンボ
- たまごっち
- 千葉市長選挙
- 臨海セミナー
- 横浜銀行
- 首都圏中央連絡自動車道
- トミカ博2002
- タカラ・モーターチョロQ
- トミカ・マグナムパトレイラー
- がんばれ元気DVDボックス
- サマーソニック`07
- 栄進建設サービス

#### ラジオ
- ジョージア ディーププレッソ
- トヨタ ウエインズグループ
- 勝馬
- オロナミンC
- コスモ ザ カード
- パチスロキカイダー
- CRビジトジ忍気爆発
- CRスキージャンプペア
- CRポパイ
- 千葉市長選挙
- ホンダクリオ
- NTT東日本
- 三洋信販
- ファミリーマート
- セーブオン

### 舞台
- うちに来るって本気ですか?（フェドー劇場/フエドー劇場アトリエ）
- オールウェイズ〜begins〜（フェドー劇場/大塚・萬劇場）
- ギャラクシー家族山田（演劇ユニット日の丸エンジン/大塚・萬劇場）